# هناء ثروت
هناء ثروت (25 فبراير 1954 -)، ممثلة مصرية.

## حياتها الفنية
كانت بدايتها بالعمل الفني عام 1973م، وشاركت بصورة رئيسية في التلفزيون والمسرح ولم يكن لها نشاط كبير في السينما حيث لم يتعد رصيدها السينمائي ستة أفلام فقط، تزوجت من الفنان محمد العربي ولها منه 3 أبناء، "إيمان" و"غفران" و"توران".

### الاعتزال
التزمت وارتدت الحجاب مما أدى اعتزالها للتمثيل وقد قامت بعدة عمرات وأدت فريضة الحج أكثر من مرة، كما نالت الإجازة في حفظ القرآن من الأزهر. قامت منذ مدة تزيد عن السنة بإنشاء ورعاية دارا للأيتام وافتتحته بنفسها.

## أفلامها
- قصر في الهواء (1980)
- وتمضي الأيام (1980)
- سوزي بائعة الورد (1978)
- درب اللبانة (1984)
- البرنس (1984)
- لا تظلموا النساء (1980)

## مسلسلاتها
- راس غليص
- (مسلسل) الأرض الطيبة
- (مسلسل) الضباب (1977)
- (مسلسل) عيون الحب (1979)
- ملحمة الحب والرحيل
- نور الإسلام
- أولاد آدم
- العملاق
- جمال الدين الأفغاني
- عصفور في القفص
- أم اليتامى.
- وفاء بلا نهاية
- العودة للحياة
- عم حمزه

## مسرحياتها
- زوجة واحدة تكفي

## روابط خارجية
- هناء ثروت على موقع الدهليز
- هناء ثروت على موقع قاعدة بيانات الأفلام العربية